# Anna Maria Reverté
Anna Maria Reverté (Barcelona, 1966) és una carillonista catalana.
Des de l'any 1988 és la carillonista titular del Carilló del Palau de la Generalitat, on va succeir en el càrrec a Maria Dolors Coll, pionera en la introducció d'aquest instrument al nostre país.

## Formació
Els primers passos en el món de la música van ser amb els seus pares (el pare era clarinetista de l'Orquestra Simfònica de Barcelona i Nacional de Catalunya i la mare, pianista). Posteriorment va ampliar els estudis musicals al Conservatori Superior de Música de Barcelona, on obtindria el títol de professora de piano i de solfeig. També cursà estudis superiors d'harmonia, contrapunt i fuga. L'any 1985 va començar a estudiar carilló amb Maria Dolors Coll, primer, i posteriorment amb Leen't Hart, carillonista i professor neerlandès. També ha perfeccionat la seva tècnica en les escoles de carillonistes dels Països Baixos i a Dinamarca. A més dels estudis musicals, Anna Maria Reverté és llicenciada en Filosofia i Ciències de l'Educació per la Universitat de Barcelona.

## Carillonista
Com a carillonista, ha actuat per tot Europa, els Estats Units i Austràlia. És autora de més de 400 arranjaments per al seu instrument, la majoria dels quals són de música catalana. També ha escrit música per a carilló sol, i per a carilló en combinació amb altres instruments. A més, ha estat guardonada amb diversos premis internacionals de carilló, i forma part habitualment del jurat d'examens i concursos internacionals de carilló. Ha enregistrat amb Catalunya Música i té editats diversos CDs.
Durant l'any ofereix diversos concerts amb el Carilló del Palau de la Generalitat, en temporades de concerts que comencen a les Festes de la Mercè i s'acaben amb el Festival Internacional de Carilló de Barcelona, que té lloc al juliol. Molts d'aquests concerts són el primer diumenge de mes, i també en dates significatives, com Sant Esteve.
A més, els dies feiners, interpreta 15 minuts de música amb el carilló, a les 12 del migdia i a les 6 de la tarda. I també toca en les recepcions oficials del Palau de la Generalitat on és requerida.
L'any 2003 forma el Duo Reverté i Van Assche, amb el carillonista Koen Van Assche, amb el qual ofereixen nombrosos concerts arreu, amb repertoris innovadors. Paral·lelament, els dos carillonistes han dut a terme el projecte conjunt de crear el seu propi carilló, iniciativa que va culminar l'any 2013 amb la construcció del Bronzen Piano, un carilló mòbil únic al món. Aquest carilló s'ha pogut escoltar en diversos concerts, al costat d'altres instruments fent música de cambra, acompanyat d'una orquestra de corda (a la Sagrada Família) o d'una banda simfònica (L'Auditori de Barcelona).
En la seva tasca incansable per difondre el carilló, l'any 2017 va impulsar el XIX Congrés Mundial de Carilló, celebrat a Barcelona i altres localitats catalanes, del que en va ser directora.